# Etterbeek
Etterbeek ist eine von 19 Gemeinden der zweisprachigen Region Brüssel-Hauptstadt in Belgien. Sie hat 49.775 Einwohner (Stand 1. Januar 2024) auf 3,15 Quadratkilometern.
Etterbeek liegt im Osten des Stadtzentrums von Brüssel. Nachbargemeinden sind Brüssel-Stadt, Schaerbeek/Schaarbeek, Woluwe-Saint-Lambert/Sint-Lambrechts-Woluwe, Woluwe-Saint-Pierre/Sint-Pieters-Woluwe, Auderghem/Oudergem und Ixelles/Elsene.
Der namensgleiche Bahnhof Etterbeek an der Gemeindegrenze im Süden und wird von den Linien S4, S5, S7, S8, S19 und S81 der S-Bahn Brüssel bedient. Vollständig auf dem Gemeindegebiet liegt lediglich der Bahnhof Merode (S4, S7).
Durch die Gemeinde führen die U-Bahn-Linien 1 und 5 (Bahnhöfe Merode, Montgomery, Thieffry und Petillon) und die Straßenbahnlinien 7, 25 (beide teils als Prémetro geführt) und 81. Zahlreiche Buslinien sorgen für die Feinerschließung.

## Geschichte

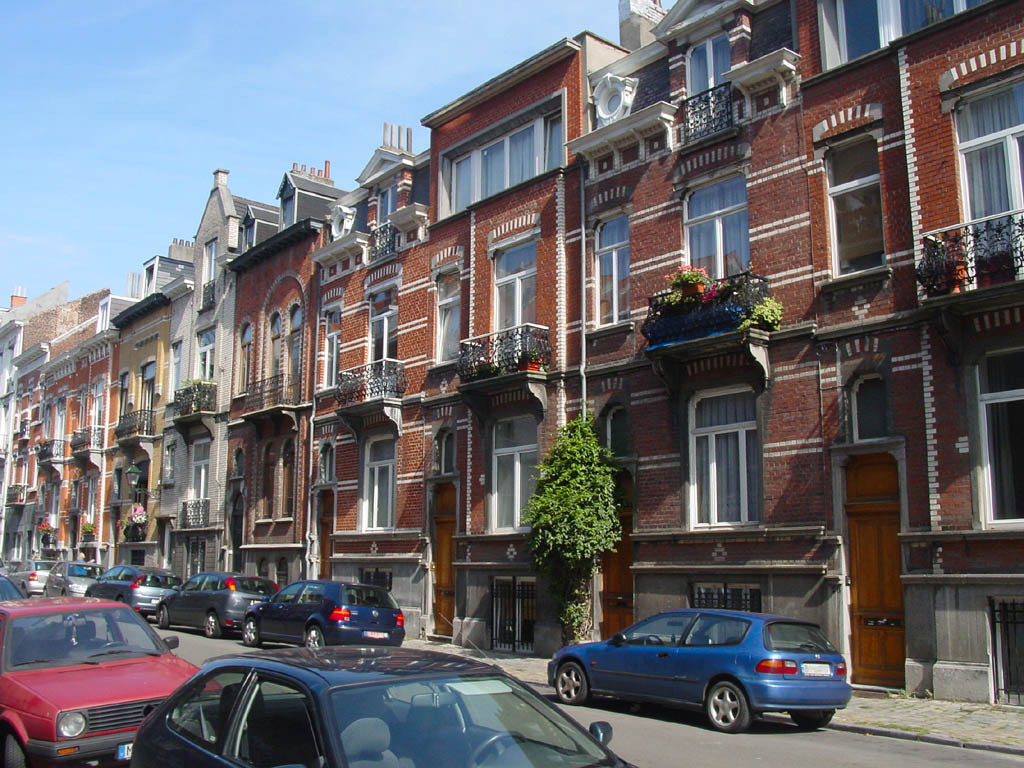
Rue Des Boers/Boerenstraat

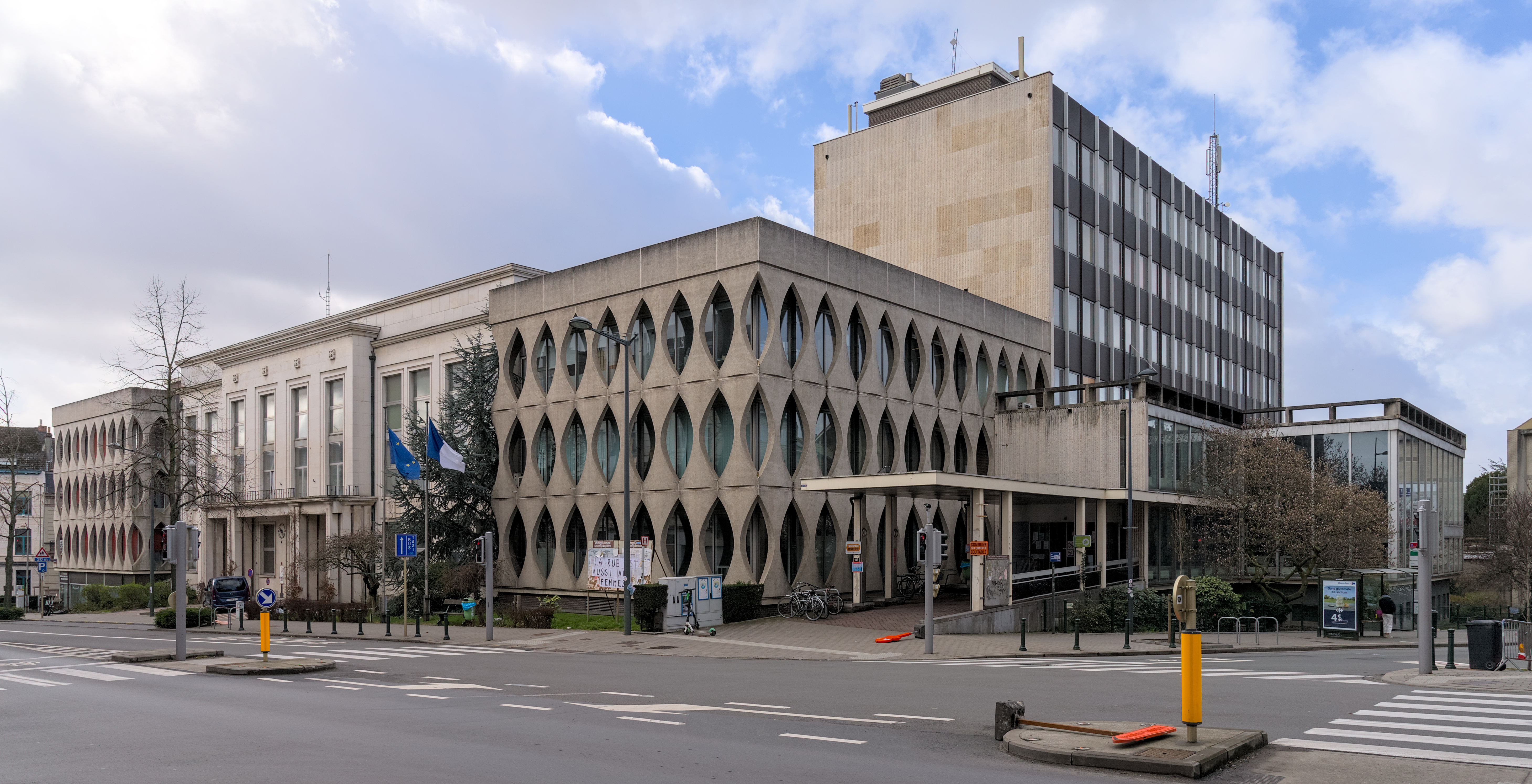
Ehemaliges Gemeindehaus

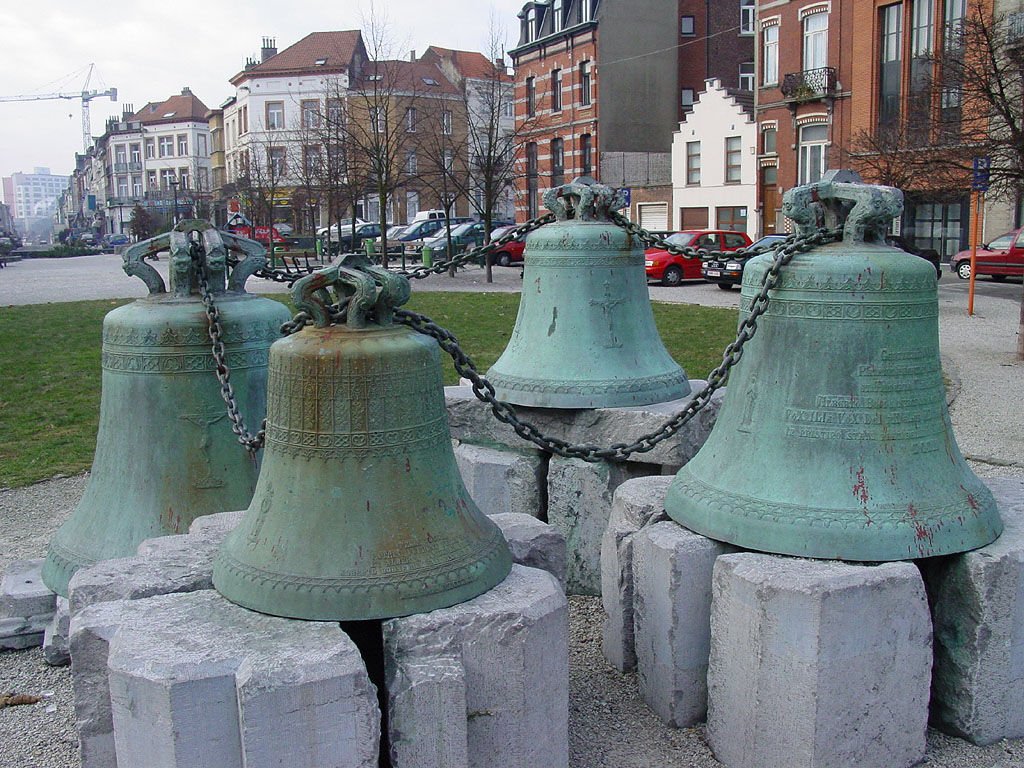
Glocken der ehemaligen Kirche St. Gertrud

Etterbeek erscheint unter dem Namen Iatrebache erstmals im Jahr 966 in den Aufzeichnungen. Diese Quelle ist jedoch nur in einer Abschrift aus dem 15. Jahrhundert erhalten. Mit Ietrebecca erfolgt die nächste Erwähnung im Jahre 1127. Die Formen Jetterbecce im Jahr 1138 sowie Jetterbeka im Jahr 1221 geben näherungsweise erstmals die heutige Namensform wieder.
Ursprünglich gehörte Etterbeek nicht zur Brüsseler Vorstadt. Die Schöffen der Metropole hatten lediglich seit 1312 das von Johann II. verliehene Recht auf das Erheben einer Biersteuer.
1489 wurde das Dorf durch die Truppen Albrechts von Sachsen im Krieg gegen Flandern zerstört. 1580 richteten hier Bilderstürmer beträchtlichen Schaden an.
1602 unter der Herrschaft der Statthalterin der Spanischen Niederlande, Isabella Clara Eugenia, und dem Erzherzog Albrecht VII. von Österreich wurde der Broubelaar – ein Bach, der in Etterbeek entspringt – umgeleitet, um den botanischen und zoologischen Garten der Herzöge von Brabant auf dem Coudenberg zu versorgen. In dieser Zeit besaß Etterbeek noch keinen eigenen Bürgermeister. Diese Funktion wurde ausgeübt durch den Hauptbürgermeister von Rode während die Rechtshoheit die Schöffen von Watermaal innehatten, welche auch die Justizgewalt in Bosvoorde, Oudergem, Sint-Pieters-Woluwe, Stokkel und Kraainem besaßen.
Karl II. von Spanien erhob Etterbeek zur Baronie zu Gunsten von Diego Henriquez de Castro, Berater am Gericht des Rechnungshofes und des Kriegsrates und Schatzmeister der Streitkräfte der Niederlande. Als Etterbeek Baronie wurde, löste es sich von der Hauptgemeinde Rode und bekam einen eigenen Bürgermeister, fünf Schöffen und zwei Richter. Die Gemeinde behielt diese Ordnung bei, bis sie von Frankreich annektiert wurde. Als Teil Frankreichs gehörte Etterbeek zum Kanton Sint-Stevens-Woluwe (französisch Woluwe-Saint-Etienne) im Arrondissement Brüssel, welches ein Teil des Départements Dyle war.
In weniger als einem Jahrhundert entwickelte sich Etterbeek schließlich von einer ländlichen Gemeinde zu einer bebauten Vorstadt. Der Anfang des 20. Jahrhunderts war durch zahlreiche bauliche Projekte gekennzeichnet. So wurden unter anderem das Waisenhaus Van Meyel und das Krankenhaus errichtet. Der Ausbau verschiedener Straßen und Plätze gab Etterbeek ein städtisches Gesicht. Heute ist Etterbeek eine der am dichtesten besiedelten Gemeinden der Region Brüssel-Hauptstadt.

## Politik

### Stadtrat
- PTB/
PVDA: 3
- PS-Vooruit: 4
- Ecolo-Groen: 8
- MR: 16
- LE: 4

- PTB/
PVDA: 3
- PS-Vooruit: 21
- Ecolo-Groen: 39
- DéFI: 5
- MR – DéFI: 36
- MR: 49
- LE: 20

## Gemeinde

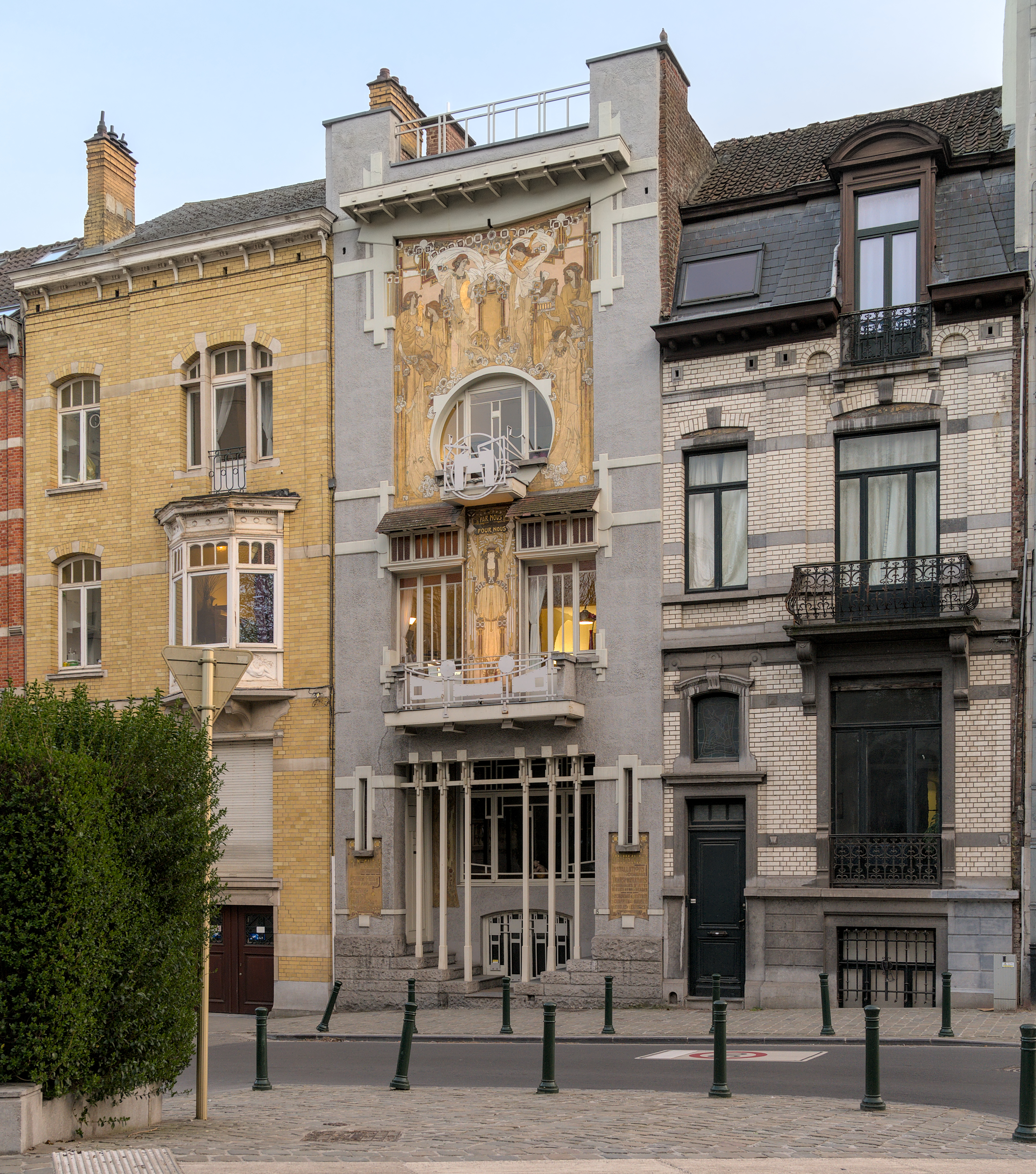
Cauchiehaus

Etterbeek beherbergt – nicht zuletzt aufgrund seiner unmittelbaren Nachbarschaft zum Europäischen Viertel – eine Vielzahl von Vertretungen und Kommissionsdienststellen. Zwar gibt es in Etterbeek – etwa am Cours Saint Michel – einige große Bürogebäude; die ursprüngliche Bausubstanz und der Charme der Gemeinde konnten allerdings bewahrt werden. Als besonders sehenswert gelten die prestigeträchtigen Boulevards, vor allem die Prachtstraße Avenue de Tervuren/Tervurenlaan sowie die Boulevards Saint-Michel und Louis Schmidt und der Triumphbogen im Jubelpark an der Grenze zur Stadt Brüssel. Auch sehenswert sind die Jugendstilwohnviertel Etterbeeks. Das 1905 gebaute Cauchiehaus (Maison Cauchie) in der Rue des Francs 5 bzw. Frankenstraat 5 kann als eines der sehenswertesten Werke des Jugendstils in Brüssel bezeichnet werden und ist an jedem ersten Wochenende im Monat für Besucher geöffnet. Grünflächen sind in Etterbeek reichlich vorhanden, unter ihnen der Jardin Jean-Félix Hap (französisch) bzw. Jean-Felix Haptuin (niederländisch) und der nach der französischen Partnerstadt benannte Jardin Fontenay-sous-Bois bzw. Tuinen van Fontenay-sous-Bois (niederländisch). Der bekannteste Park ist der Leopoldpark, ein direkt neben dem Europäischen Parlament gelegener englischer Garten. Auf dem Place Jourdan (französisch) bzw. Jourdanplein (niederländisch) befinden sich zahlreiche Cafés und ein angesehener Markt. Einkaufsmöglichkeiten sind vor allem im Bereich Avenue de la Chasse/Jachtlaan zahlreich vorhanden. Etterbeek besitzt landesweit die dichteste Ansammlung von Ausbildungsstätten. Der Campus der Vrije Universiteit Brussel befindet sich jedoch nicht auf dem Gemeindegebiet von Etterbeek, sondern wie der Bahnhof Etterbeek auf dem Territorium der Nachbargemeinde Ixelles/Elsene.

## Sehenswürdigkeiten
Sehenswert sind die Boulevards (unter anderem die Prachtstraße Avenue de Tervuren/Tervurenlaan), der Triumphbogen im Jubelpark, die Jugendstilwohnviertel, und das benachbarte Europaviertel, das jedoch zu der Stadt Brüssel gehört.
Die katholischen Kirchen St-Jean-Berchmans (1912, neoromanisch) und Chapelle de la Résurrection (2001, Neorenaissancerekronstruktion) sind Jesuitenkirchen.

## Söhne und Töchter der Gemeinde
- Constantin Meunier (1831–1905), Künstler und Bildhauer
- Gabrielle Canivet (1867–1942), Malerin
- Arthur Maurice Hocart (1883–1939), britischer Anthropologe
- François Verstraeten (1887–1965), Radrennfahrer
- Edmond Thieffry (1892–1929), Jagdflieger im Ersten Weltkrieg und Luftfahrtpionier
- Hergé (1907–1983), Comic-Autor und Zeichner
- Gustave Thils (1909–2000), katholischer Theologe und Hochschullehrer
- Andrée Tainsy (1911–2004), Schauspielerin
- André Franquin (1924–1997), Comic-Autor und Zeichner
- Antoinette Spaak (1928–2020), Politikerin
- Esteban López (1931–1996), Schriftsteller
- François Englert (* 1932), Physiker, Nobelpreisträger
- Werner Kroeber-Riel (1934–1995), deutscher Wirtschaftswissenschaftler und Hochschullehrer
- Alexandre de Merode (1934–2002), IOC-Mitglied
- Misha Defonseca (* 1937), Schriftstellerin
- Philippe Moureaux (1939–2018), Politiker (PS)
- Robert Lelangue (* 1940), Radrennfahrer
- Georges Heylens (* 1941), Fußballspieler
- François Weyergans (1941–2019), Schriftsteller französischer Sprache sowie Film- und Theaterkünstler
- Pierre Deligne (* 1944), Mathematiker
- Roger Kindt (1945–1992), Radrennfahrer
- Godelieve Quisthoudt-Rowohl (* 1947), CDU-Europaabgeordnete
- Herman Van Rompuy (* 1947), 1. ständiger EU-Ratspräsident, ehemaliger belgischer Premierminister
- Françoise Nyssen (* 1951), Verlegerin, französische Politikerin
- Paul Hermelin (* 1952), belgisch-französischer Manager
- Pascal Witmeur (* 1955), Autorennfahrer
- Yves Mattagne (* 1963), Koch
- Patrick Evenepoel (* 1968), Radrennfahrer
- Luc Terlinden (* 1968), römisch-katholischer Erzbischof von Mecheln-Brüssel
- Lara Fabian (* 1970), belgisch-kanadische Sängerin
- Jérôme D’Ambrosio (* 1985), Rennfahrer
- Kristoffer Andersen (* 1985), dänisch-belgischer Fußballspieler
- Stromae (* 1985), belgisch-ruandischer Musiker
- Steve Colpaert (* 1986), Fußballspieler
- Marouane Fellaini (* 1987), belgisch-marokkanischer Fußballspieler
- Bryan Henry (* 1995), Eishockeyspieler
- Chloé Crabbé (* 2005), Squashspielerin